# Minoritenkirche (Arad)

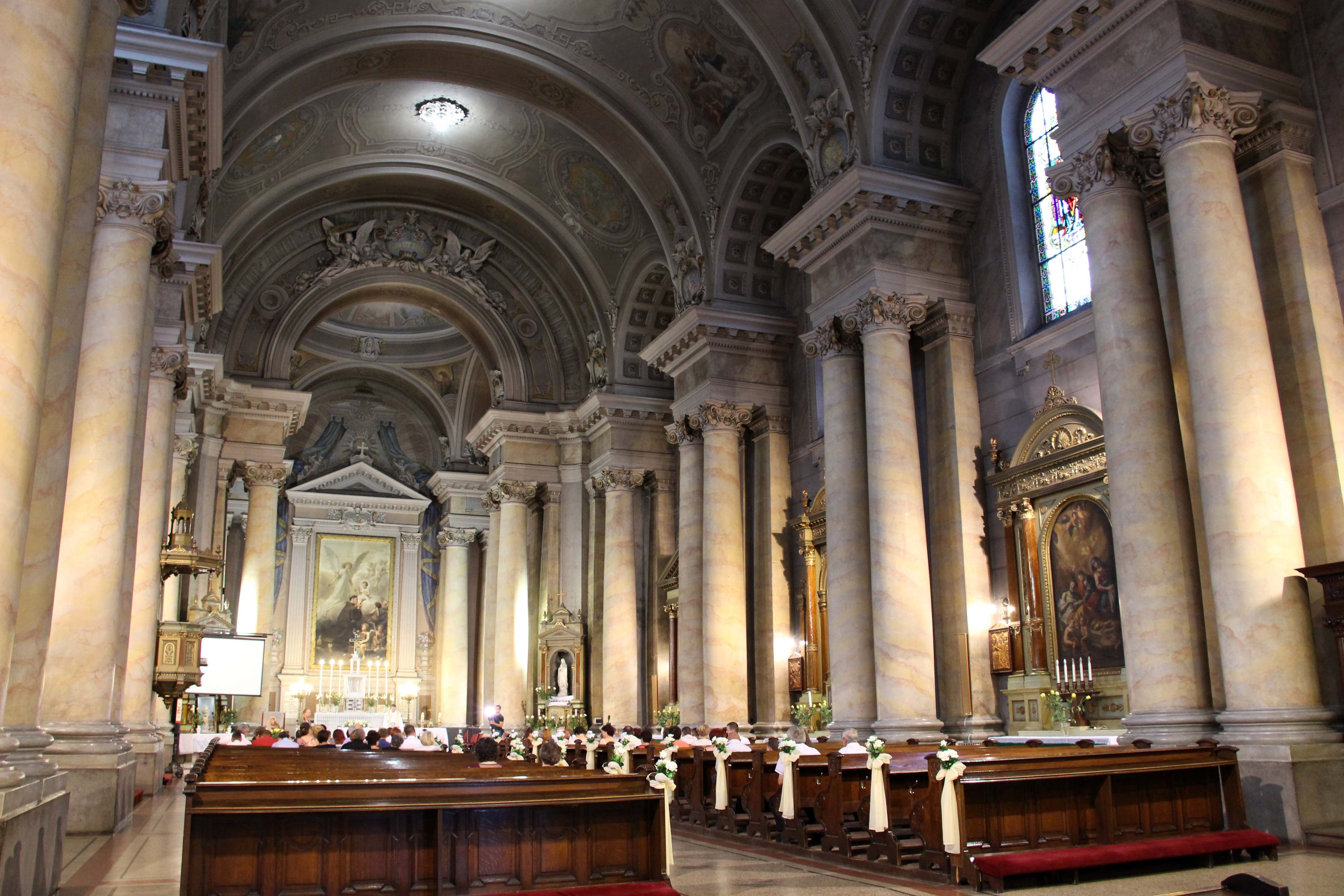
Innenansicht der Kirche, 2018

Die Minoritenkirche St. Antonius von Padua in Arad (rumänisch Biserica Sfântul Anton de Padova din Arad, volkstümlich auch Katholische Kathedrale von Arad, rumänisch Catedrala Catolică din Arad, genannt) ist eine römisch-katholische Kirche des Minoritenordens im I. Bezirk Centru der Stadt Arad in Rumänien.

## Geschichte
Die katholische Kirche begann ihre Tätigkeit in Arad am Ende des 17. Jahrhunderts, als Franziskaner Minoriten sich mit der kaiserlichen Armee in der Arader Festung niederließen, wo auch die erste katholische Kirche gebaut wurde. Die Minoriten predigten auch in der Zivilsiedlung und trugen zur Errichtung der ersten katholischen Kirche der Stadt zu Beginn des 18. Jahrhunderts bei.
Der Grundstein der katholischen Kirche in Arad wurde am 3. April 1751 durch Bischof Engl von Wagrain gelegt. Am 13. April 1758 fand die Weihe und Übergabe der Kirche an die Minoriten statt. Der Orden betreute auch die katholische Gemeinde der Arader Innenstadt. 
In den Jahren 1901–1903 wurde die alte Kirche abgerissen und es entstand ein neuer Kirchenbau, der am 2. Oktober 1911 konsekriert wurde.

## Beschreibung
Die neue Kirche wurde im Neobarockstil erbaut. Die Außenfassade zeigt zwei vorspringende korinthische Säulenpaare, zwischen denen sich das Eintrittsportal befindet. Über dem Eingang liegt ein schmales Tonnengewölbe, das zu dem Tympanon mit einer Pietà führt. Auf den Säulen folgt ein dreiteiliger Architrav. Das umlaufende Kranzgesims zeigt im Mittelfeld Nischen mit Figuren. Dieser Bauteil wird von zwei Putten gekrönt. Darüber erhebt sich eine Kuppel. Der Tambour wird jeweils durch zwei ionische Halbsäulen gegliedert. Die Kuppel selbst wird von breiten Rippen überzogen, die zur Laterne führen und ihren Endpunkt im Kreuz finden. Im Pronaos steht die Heilige Dreifaltigkeit, eine Bronzegruppe des Bildhauers Johann Rona.

## Orgelgeschichte
Im Jahre 1871 wurde eine neue Empore in der Kirche errichtet. Der Orgelbauer Karl Janicsek aus Pressburg lieferte dafür die neue Orgel.
Wenige Jahre später baute Anton Dangl eine neue Orgel für die Kirche. Dieses Instrument wurde 1905 von Carl Leopold Wegenstein aus Temeswar renoviert und in der Kirche der Gemeinde Kövegy im Komitat Csanád aufgestellt, wo es auch heute noch erklingt. Für die neue Kirche erbaute der Orgelbauer Otto Rieger aus Budapest das Opus. Dieses große Instrument hat eine pneumatische Spiel- und Registertraktur, 3 Manuale und Pedal und zwei Spieltische: einer für die Werktagsgottesdienste und einer für Sonn- und Feiertage.